# مدينة مجانبة

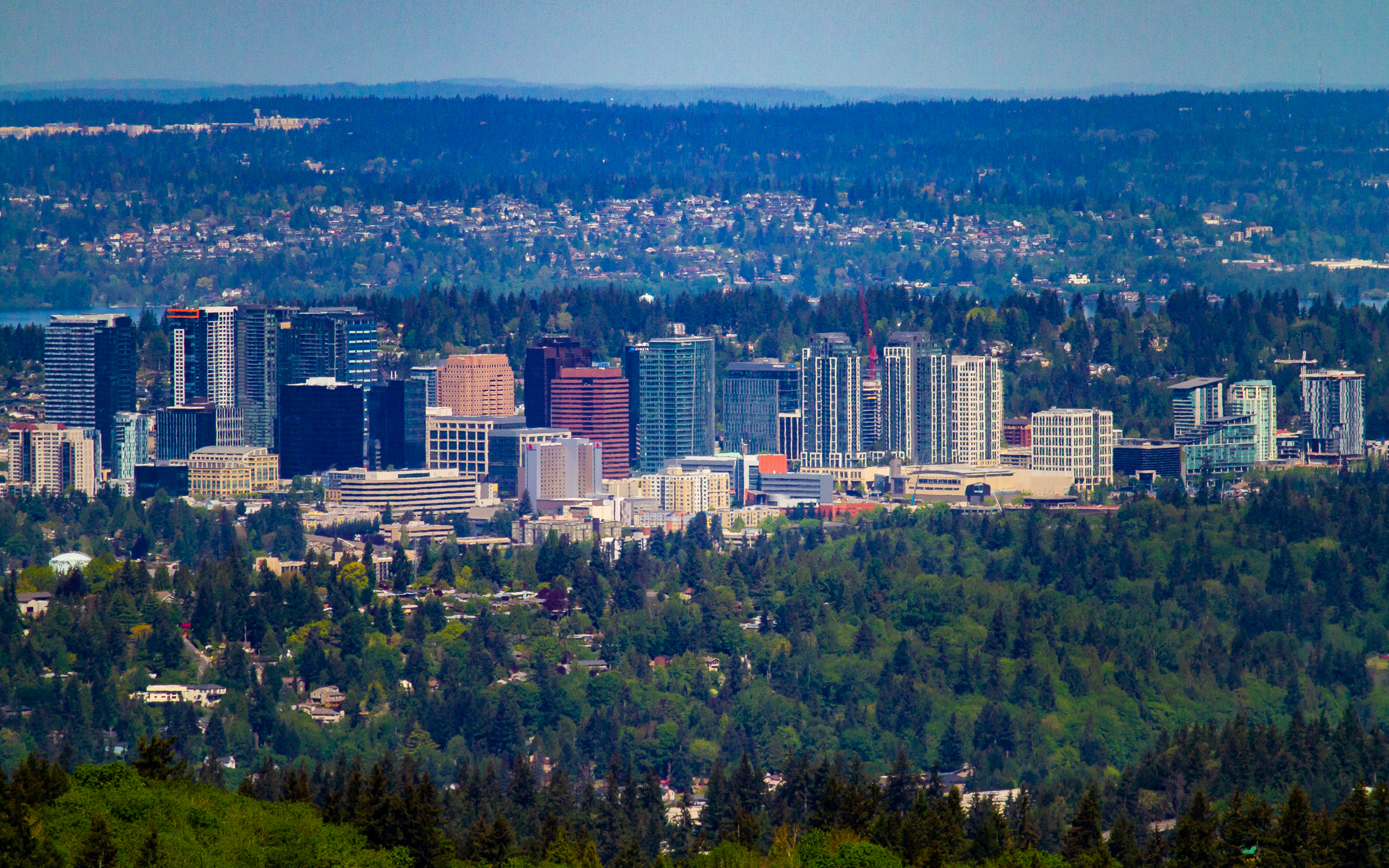
منظر جوي لبَلفيو في واشنطن ، وهي مدينة مجانبة نموذجية بها عدد كبير من المكاتب ومساحات البيع بالتجزئة

المدينة المُجانبة هو مصطلح نشأ في الولايات المتحدة لتركُّز الأعمال والتسوق والترفيه خارج وسط المدينة التقليدي أو منطقة الأعمال المركزية، في ما كان سابقًا منطقة سكنية أو ريفية في الضواحي.